# SA-214
La SA-214 es una carretera autonómica que discurre entre las localidades de Guijuelo y Cristóbal, en la provincia de Salamanca, España.
Pertenece a la Red Complementaria Local de la Junta de Castilla y León. Pasa por las localidades salmantinas de Guijuelo, Valdelacasa y Cristóbal.

## Recorrido
La carretera SA-214 tiene su origen en el término municipal de Guijuelo en la intersección con la carretera N-630 y termina en la intersección con la carretera SA-220 en el casco urbano de Cristóbal formando parte de la Red de carreteras de Salamanca.
| Guijuelo (Intersección con ) - Cristóbal (Intersección con ) | Guijuelo (Intersección con ) - Cristóbal (Intersección con ) | Guijuelo (Intersección con ) - Cristóbal (Intersección con ) | Guijuelo (Intersección con ) - Cristóbal (Intersección con ) | Guijuelo (Intersección con ) - Cristóbal (Intersección con ) | Guijuelo (Intersección con ) - Cristóbal (Intersección con ) | Guijuelo (Intersección con ) - Cristóbal (Intersección con ) | Guijuelo (Intersección con ) - Cristóbal (Intersección con ) | Guijuelo (Intersección con ) - Cristóbal (Intersección con ) | Guijuelo (Intersección con ) - Cristóbal (Intersección con ) | Guijuelo (Intersección con ) - Cristóbal (Intersección con ) |
| Esquema                                                      | PK                                                           | Sentido Cristóbal                                            | Sentido Cristóbal                                            | Sentido Cristóbal                                            | Sentido Cristóbal                                            | Sentido Guijuelo                                             | Sentido Guijuelo                                             | Sentido Guijuelo                                             | Sentido Guijuelo                                             | Incidencias                                                  |
| Esquema                                                      | PK                                                           | Velocidad                                                    | Elemento                                                     | Salida                                                       | Salida                                                       | Salida                                                       | Salida                                                       | Elemento                                                     | Velocidad                                                    | Incidencias                                                  |
| Esquema                                                      | PK                                                           | Velocidad                                                    | Elemento                                                     | Dir.                                                         | Nombre                                                       | Nombre                                                       | Dir.                                                         | Elemento                                                     | Velocidad                                                    | Incidencias                                                  |
| ------------------------------------------------------------ | ------------------------------------------------------------ | ------------------------------------------------------------ | ------------------------------------------------------------ | ------------------------------------------------------------ | ------------------------------------------------------------ | ------------------------------------------------------------ | ------------------------------------------------------------ | ------------------------------------------------------------ | ------------------------------------------------------------ | ------------------------------------------------------------ |
|                                                              | 0,0                                                          |                                                              |                                                              | Béjar Cáceres                                                | Béjar Cáceres                                                | Béjar Cáceres                                                |                                                              |                                                              |                                                              |                                                              |
| Centro Urbano                                                | 0,0                                                          |                                                              |                                                              |                                                              |                                                              |                                                              |                                                              |                                                              |                                                              |                                                              |
| Salamanca                                                    | 0,0                                                          |                                                              |                                                              |                                                              |                                                              |                                                              |                                                              |                                                              |                                                              |                                                              |
|                                                              | 0,4                                                          |                                                              |                                                              | GUIJUELO                                                     | GUIJUELO                                                     | GUIJUELO                                                     | GUIJUELO                                                     |                                                              |                                                              |                                                              |
|                                                              | 6,4                                                          |                                                              |                                                              | Puebla de San Medel                                          | Puebla de San Medel                                          | Puebla de San Medel                                          | Puebla de San Medel                                          |                                                              |                                                              |                                                              |
|                                                              | 9,5                                                          |                                                              |                                                              | VALDELACASA                                                  | VALDELACASA                                                  | VALDELACASA                                                  | VALDELACASA                                                  |                                                              |                                                              |                                                              |
|                                                              | 10,1                                                         |                                                              |                                                              |                                                              | Los Santos                                                   | Los Santos                                                   |                                                              |                                                              |                                                              |                                                              |
|                                                              | 10,1                                                         | Peromingo Fuentes de Béjar Ledrada                           |                                                              |                                                              |                                                              |                                                              |                                                              |                                                              |                                                              |                                                              |
|                                                              | 10,1                                                         |                                                              |                                                              | VALDELACASA                                                  | VALDELACASA                                                  | VALDELACASA                                                  | VALDELACASA                                                  |                                                              |                                                              |                                                              |
|                                                              | 16,4                                                         |                                                              |                                                              | Valdefuentes de Sangusín                                     | Valdefuentes de Sangusín                                     | Valdefuentes de Sangusín                                     | Valdefuentes de Sangusín                                     |                                                              |                                                              |                                                              |
|                                                              | 21,7                                                         |                                                              |                                                              | CRISTÓBAL                                                    | CRISTÓBAL                                                    | CRISTÓBAL                                                    | CRISTÓBAL                                                    |                                                              |                                                              |                                                              |
|                                                              | 22,215                                                       |                                                              |                                                              |                                                              | Ciudad Rodrigo                                               | Ciudad Rodrigo                                               | Ciudad Rodrigo                                               |                                                              |                                                              |                                                              |
|                                                              | 22,215                                                       | Béjar                                                        |                                                              |                                                              |                                                              |                                                              |                                                              |                                                              |                                                              |                                                              |